# Benedicta
Benedicta is een uit het Latijn afkomstige voornaam voor meisjes. Benedicta is afgeleid van Benedictus, en betekent 'gezegend'. De naam is vermoedelijk ontleend aan Latijnse bijbelteksten waarin het woord ‘benedictus’ voorkomt.
Al vroeg in de middeleeuwen kwam deze naam voor: de naamgever van de benedictijner orde leefde aan het begin van de zesde eeuw. Mede dankzij de verering van deze Benedictus werd de naam over Europa verspreid.
De naamdag valt op 16 maart.

## Bekende naamdragers
- Benedicta van Portugal
- Benedicta Boccoli